# Combat acharné de deux braconniers
Pour plus de détails, voir Fiche technique et Distribution.
Combat acharné de deux braconniers est un film britannique réalisé par William Haggar, sorti en 1903.
Ce film fait partie des Chase Films, les films de poursuite initiés par les cinéastes britanniques de l’École de Brighton, qui sont à la base d’un genre les plus importants du cinéma : le film d’action.

## Synopsis
Deux braconniers sont surpris par des gardes qui se lancent à leur poursuite. Ils n’hésitent pas à faire feu sur leurs poursuivants, tuant l’un d’entre eux, en blessant un autre. Après une course mouvementée, ils sont cernés et capturés.

## Fiche technique
- Titre original : Desperate Poaching Affray
- Titre français : Combat acharné de deux braconniers ou Lutte désespérée des braconniers
- Titre américain : The Poachers
- Réalisation : William Haggar
- Production : Haggar and Sons
- Distribution : Gaumont Film Company (filiale anglaise de Gaumont)
- Durée : 2 min 30 s
- Format : 35 mm à double jeu de 4 perforations rectangulaires Edison, noir et blanc, muet
- Sorties :  Royaume-Uni juillet 1903  États-Unis octobre 1903

## Distribution
- 1er braconnier : Walter Haggar
- 2e braconnier : Will Haggar Jr

## Analyse
Le film est essentiellement structuré par des plans favorables à la description d’une poursuite, c’est-à-dire qu’il utilise des cadrages en pied (plan moyen). Il favorise un parcours des comédiens selon la diagonale du champ, ainsi que Louis Lumière composait ses « vues photographiques animées », comme le célèbre L'Arrivée d'un train en gare de La Ciotat, mais que les réalisateurs de l’École de Brighton appliquent à la fiction. Néanmoins, des valeurs de cadres plus serrées « apparaissent au travers de la dynamique des plans, avec des entrées et des sorties de champ dans la diagonale proche de l’axe de la caméra. Le spectateur a l’impression d’être au cœur de chaque action violente qui semble le submerger. La course des personnages, commencée dans un plan, propulse par la magie du montage la course qui se poursuit dans le plan suivant, et inversement. De surcroît, le passage des comédiens en cadrages serrés, juste au moment où ils entrent dans le champ ou lorsqu’ils en sortent, permet de lire sur leur visage leur détermination, puis leur désespoir quand ils sont arrêtés. Il en résulte une tension dramatique d’une efficacité exceptionnelle dans le cinéma de cette époque », d’où le succès outre-Atlantique du film.